# فاکس آیلند (واشینگتن)
فاکس آیلند (به انگلیسی: Fox Island) یک منطقهٔ مسکونی در ایالات متحده آمریکا است که در شهرستان پیرس، واشینگتن واقع شده‌است. فاکس آیلند ۱۶٫۶ کیلومتر مربع مساحت و ۳٬۶۳۳ نفر جمعیت دارد و ۵۴ متر بالاتر از سطح دریا واقع شده‌است.